# Teatro Morelos (Toluca)
El Teatro Morelos es un recinto teatral de Toluca de Lerdo dedicado a la representación de obras dramáticas y otros espectáculos o manifestaciones culturales. Se encuentra situado en el centro histórico de la ciudad, al occidente del Palacio de Justicia del Estado de México, entre la calle Aquiles Serdán y la avenida Sebastián Lerdo de Tejada. Debe su nombre al general José María Morelos.

## Historia

### Antecedentes
Durante la época colonial Toluca de Lerdo era visitada por compañías teatrales provenientes de la Ciudad de México que, ante la falta de un lugar apropiado para dar sus espectáculos, daban sus funciones en corralones o mesones de toda la ciudad. Hacia el año 1820 al norte de la Plaza de los Mártires, donde hoy se encuentra el Palacio de Gobierno del Estado de México, se construyó el teatro Gorostiza, nombrado en honor del dramatugo Manuel Eduardo de Gorostiza, el cual se considera el primer teatro construido en Toluca de Lerdo a pesar de sus precarias instalaciones.
En 1845 José María González Arratia patrocinó con su propio dinero la construcción de un nuevo teatro para la ciudad de Toluca al sur del actual jardín Zaragoza, el recinto fue terminado ese mismo año y se le nombró teatro Nuevo de González, pero conocido popularmente como teatro de Alva. En 1851 González Arratia ordenó la construcción de otro teatro de estilo neobarroco al sur de los portales de Toluca llamado teatro Principal, que fue terminado al año siguiente, posteriormente convertido en cine Rex.
El teatro Municipal de Toluca fue construido en 1935 bajo la supervisión del arquitecto Vicente Mendiola. Se trataba de un edificio de estilo art déco destinado originalmente para teatro y ópera; sin embargo, no cumplió con las expectativas y se reconvirtió en el cine Coliseo, demolido en la década de 1980 para la construcción de la plaza González Arratia.

### Construcción
Siendo gobernador Juan Fernández Albarrán comenzó la remodelación del centro histórico de Toluca de Lerdo y en 1966 se inició la construcción del Teatro Morelos, edificado donde antes hubo casonas coloniales y porfirianas y donde estuvieron la terminal de autobuses y el antiguo mercado de flores. El proyecto del teatro fue obra de los arquitectos Guillermo Shillet, Ángel Azorín Poch, Jesús Valvia, Gustavo Galco y del ingeniero Carlos Visoso, bajo la dirección del ingeniero Armodio del Valle Arizpe.

### Remodelación
En 2014, coincidiendo con el bicentenario de la muerte del general Morelos el teatro fue reformado. Con una inversión de casi 300 millones de pesos (14 millones de euros), se mejoró el sistema acústico y se aumentó el aforo, optimizándose camerinos, sanitarios y vestíbulos. También se adaptaron los accesos para las personas con movilidad reducida.

## Características
El Teatro Morelos es un recinto de estilo sobrio, con una fachada de roca tezontle y un pórtico compuesto por bóvedas vaídas de tabique soportadas por una serie de columnas minimalistas dándole un estilo neoclásico que lo relaciona con el resto de los edificios del entorno. Cuenta con 2 279 butacas, un escenario con sistema de audio envolvente; aire acondicionado y calefacción; iluminación de punta, tramoya y mecánica teatral; vestíbulo, camerinos, un foso de orquesta con capacidad para 100 músicos y una azotea verde que sirve de mirador con una altura de 33 metros. Cuenta, además, con accesos, rampas y elevador para personas con capacidades diferentes.